# Карром

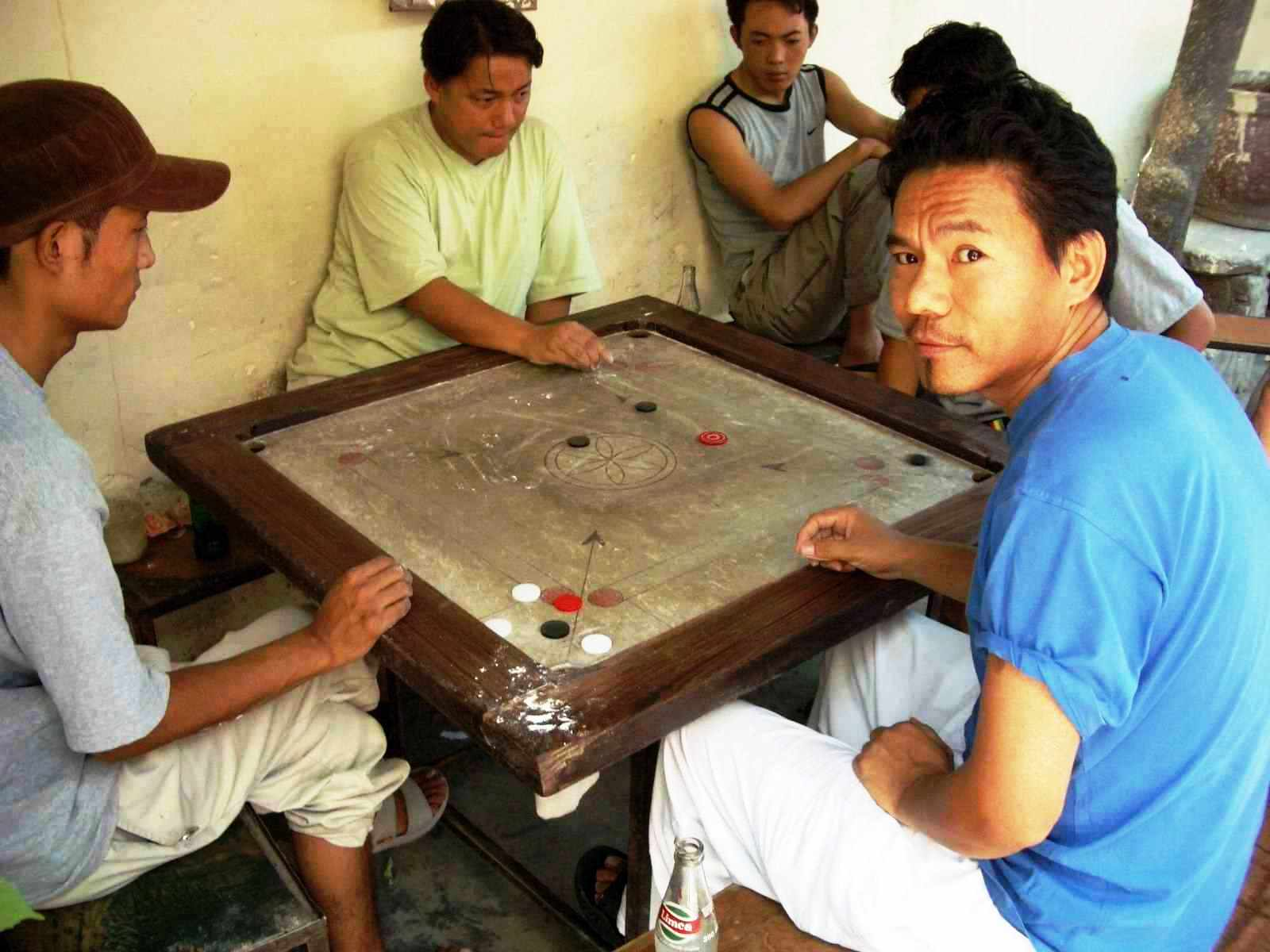
Тибетці грають у карром у Делі

Карром — це настільна гра індійського походження, у якій гравці штовхають щиглями фішки, намагаючись прибити їх до кутів дошки. У Карром зазвичай грають сім'ї, в тому числі діти. У різних сферах існують різні стандарти та правила.

## Етимологія
Слово «карром», ймовірно, походить від слова «carom», що означає «ударяти та відбивати».

## Обладнання
У гру зазвичай грають на квадратній дошці з фанери, з лузами в кожному куті. Міжнародна федерація каррому стверджує, що розмір ігрової поверхні повинен бути в межах від 73,5 та 74 сантиметри (28,9 та 29,1 дюйм) вздовж кожного боку, щоб краї були обмежені дерев'яними бортиками, а нижня сторона кожної лузи була покрита сіткою, здатною вмістити щонайменше 10 фішок.

### Фішки (карроммен)

Гравці з Каррому та один нападник, розташовані на початку гри

У карром грають за допомогою маленьких дерев'яних або пластикових фішок (відомих як карроммени). Також ці фішки, окрім спеціальної червоної фішки королеви, також можуть бути відомі як зерна, монети, пішаки (як у шахах) або шайби. Карроммени розроблені так, щоб легко ковзати під час удару. Їх вражає страйкер, який є більшим і важчим.
Набір для каррому містить 19 фішок (страйкер не входить до комплекту) трьох різних кольорів : 9 білих, 9 чорних та 1 червону королеву.
Фішки схвалені Міжнародною Федерацією Каррому мають мати в діаметрі не більше 3,18 см та не менше 3,02 см. Висота має бути від 7 до 9 мм. Мають мати рівний, заокруглений край. Маса фішок повинна бути від 5,0 до 5,5 г.

### Страйкери
Страйкери використовуються для того, щоб влучити в карромменів та королеву по всій дошці до луз. Вага страйкера зазвичай становить 15 грамів, розмір 4.1. см в діаметрі.

### Королева

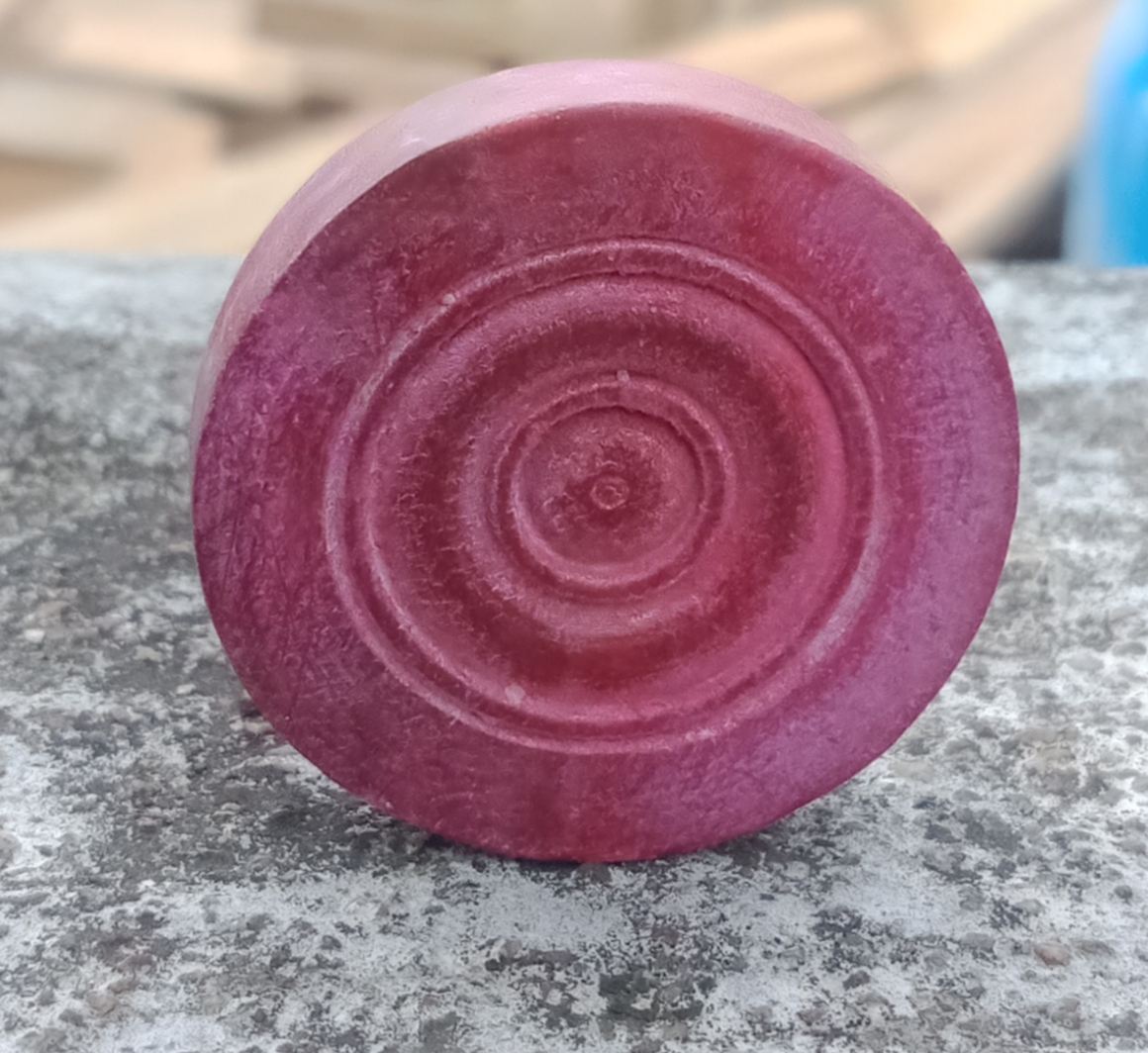
Королева

Червоний диск називається королевою; це найцінніша фігура. Під час встановлення дошки її розміщують у центрі кола. Розміри королеви повинні бути такими ж, як і в інших гравців у карром.

## Схожі ігри
Ігри, подібні до каррому, включають піченотт, пітчнат, крокінол, чапаєв, новусс та ґудзиковий футбол.

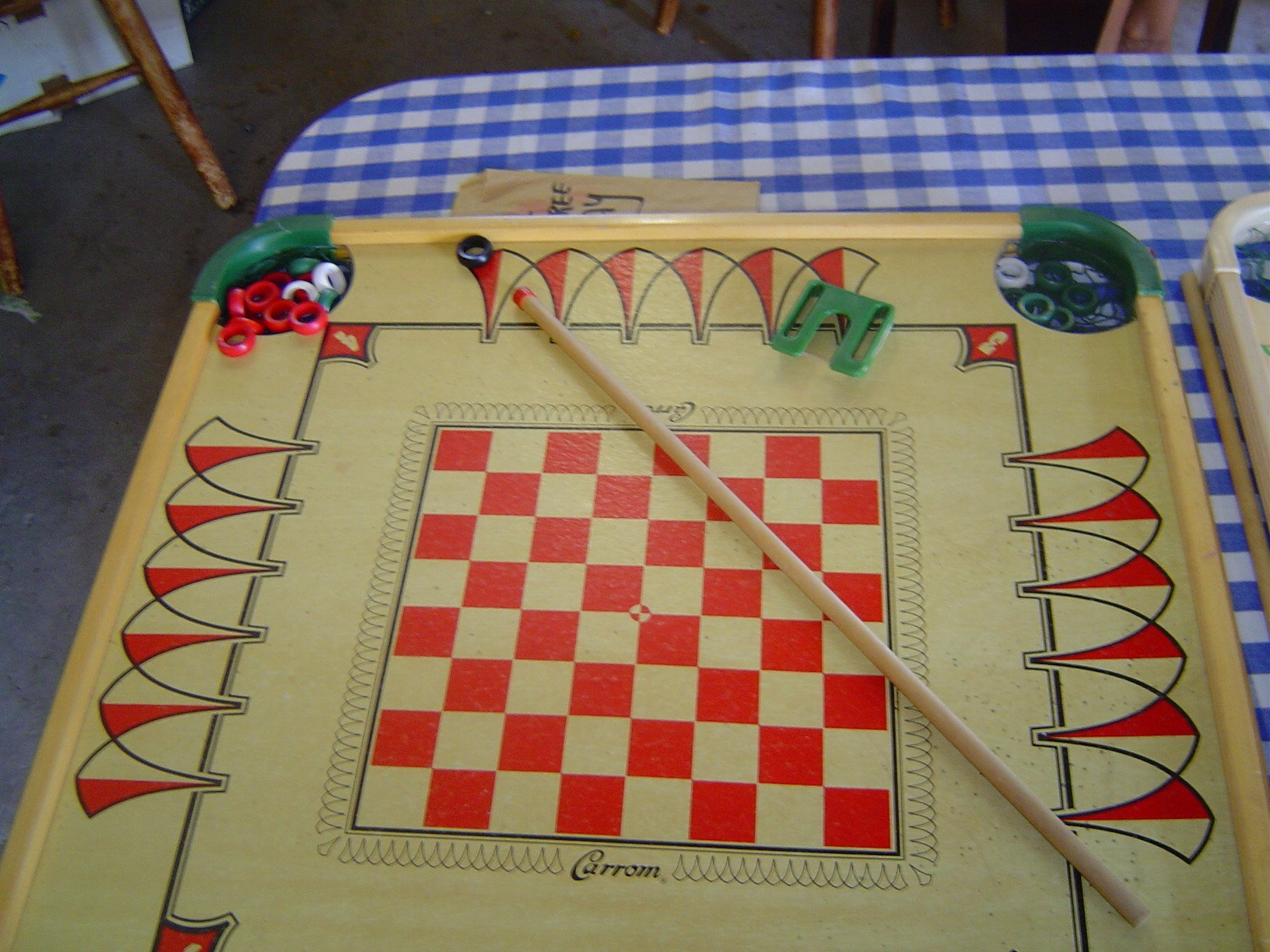
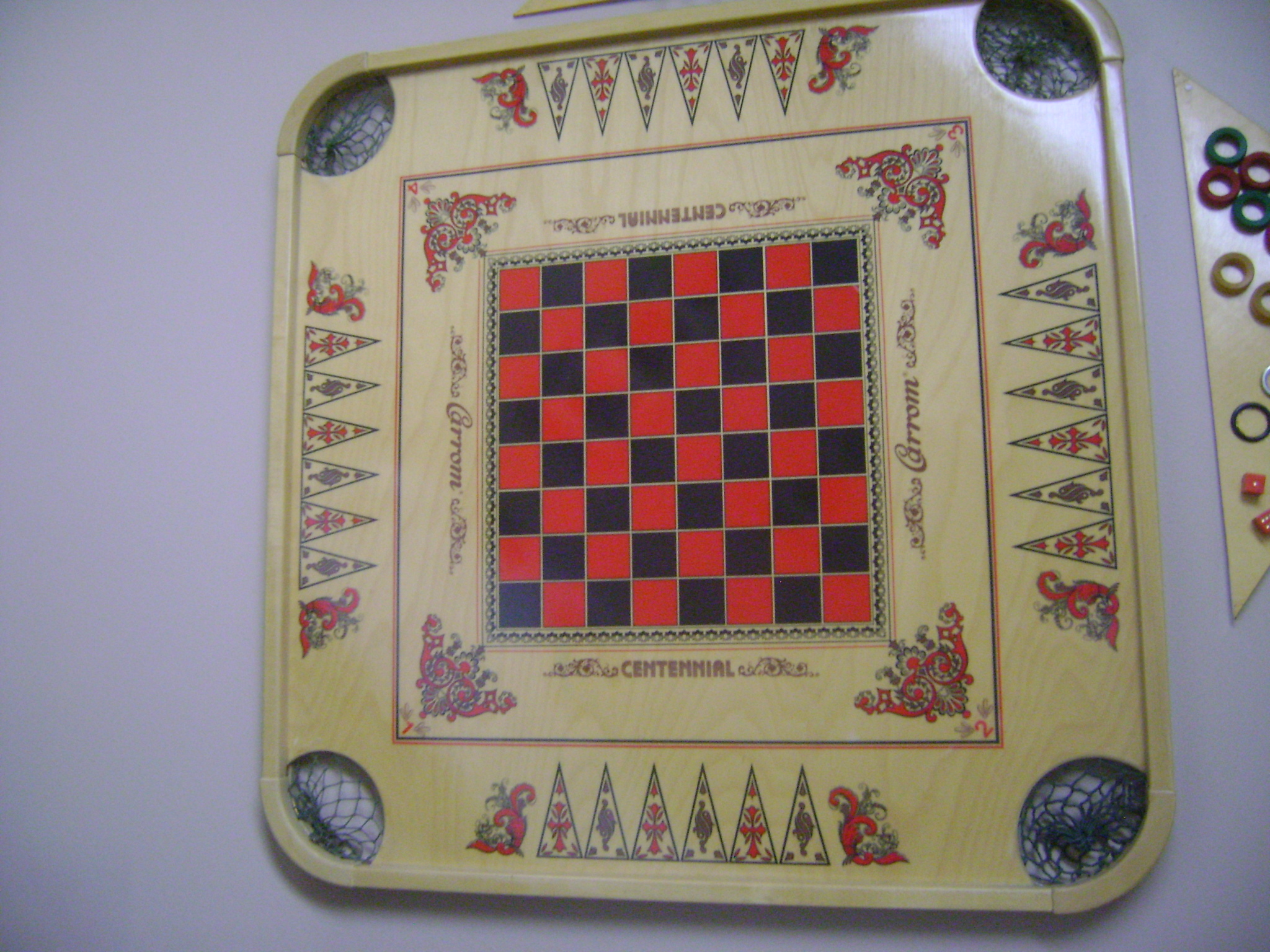
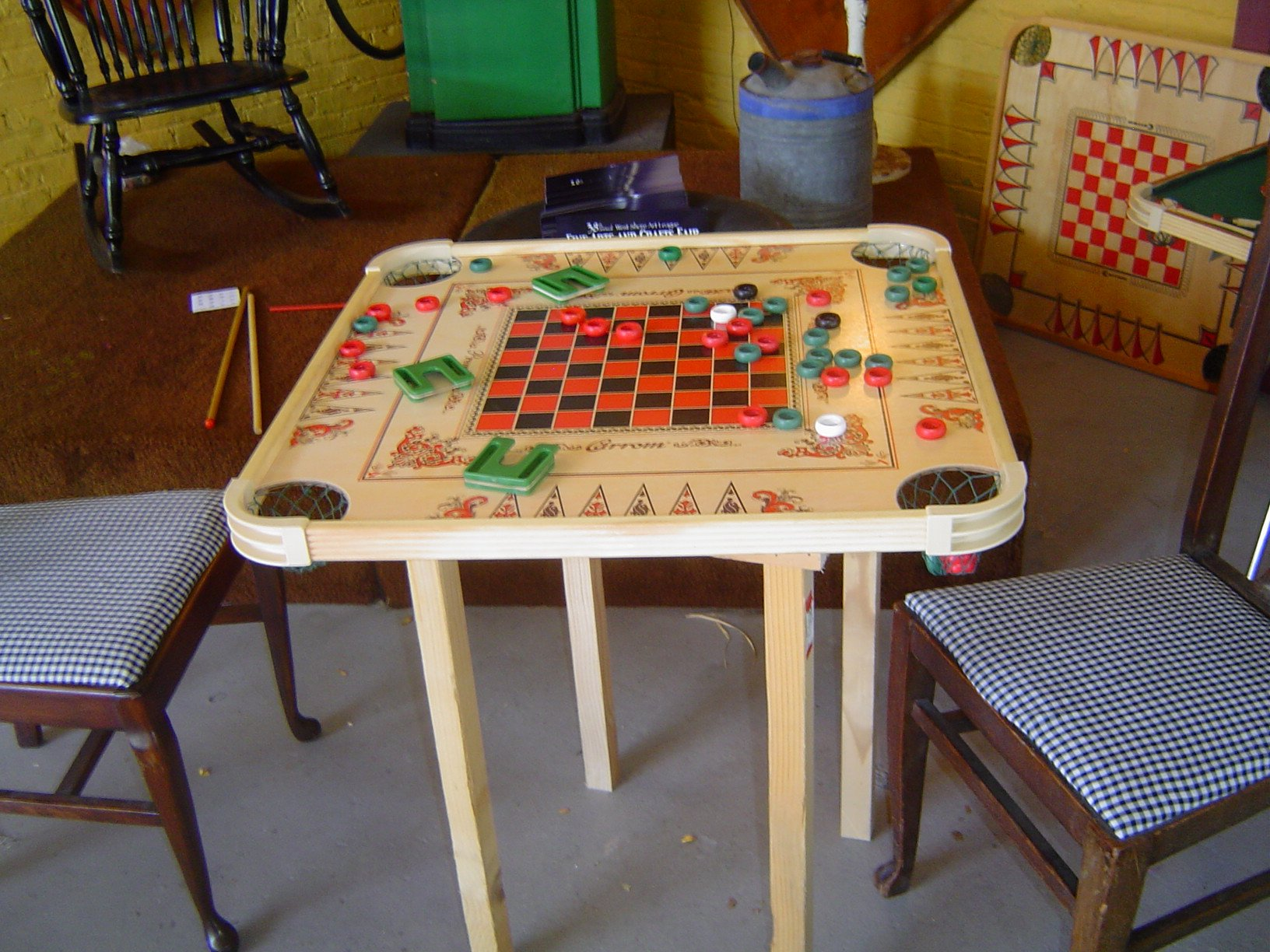
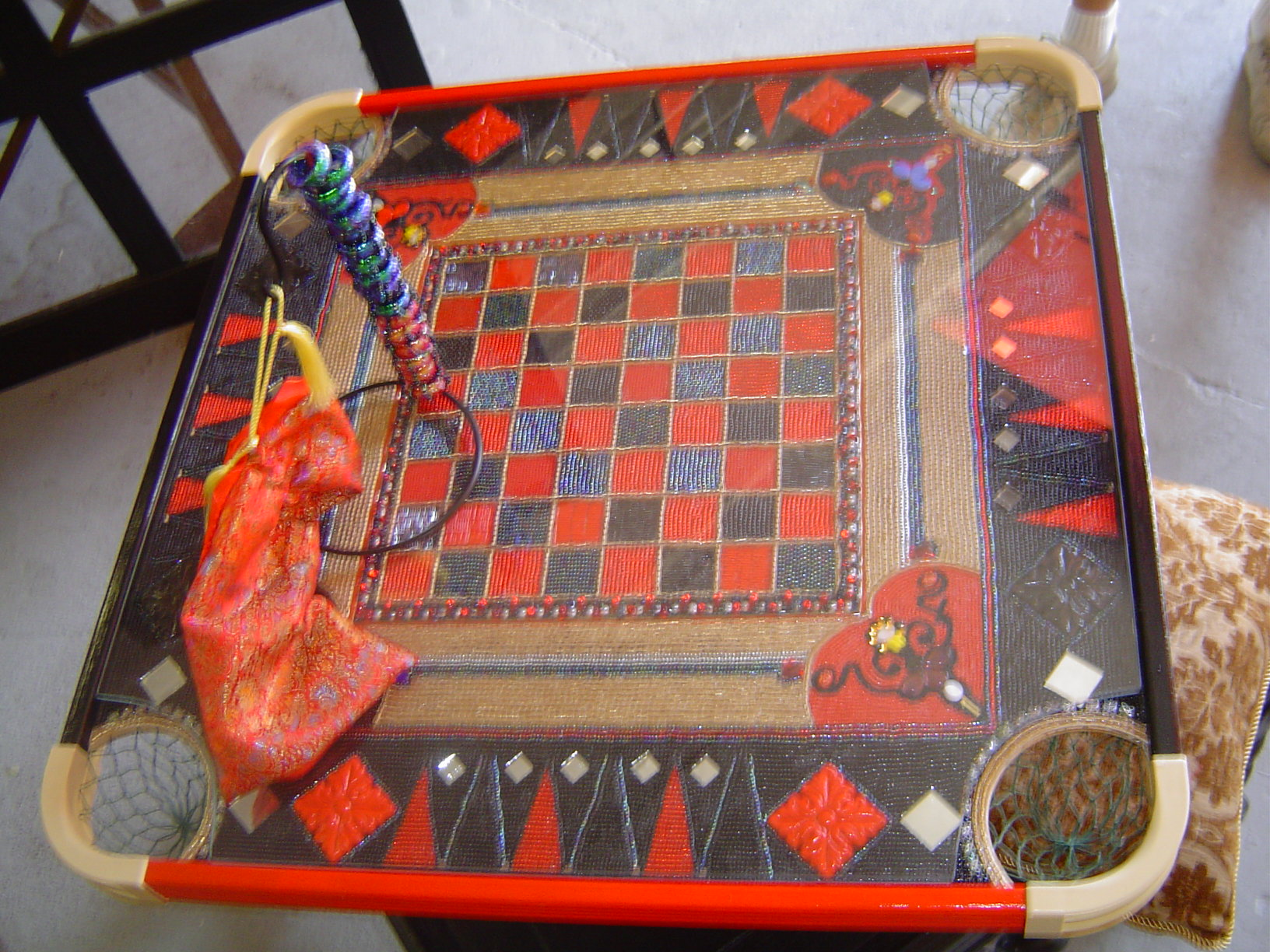
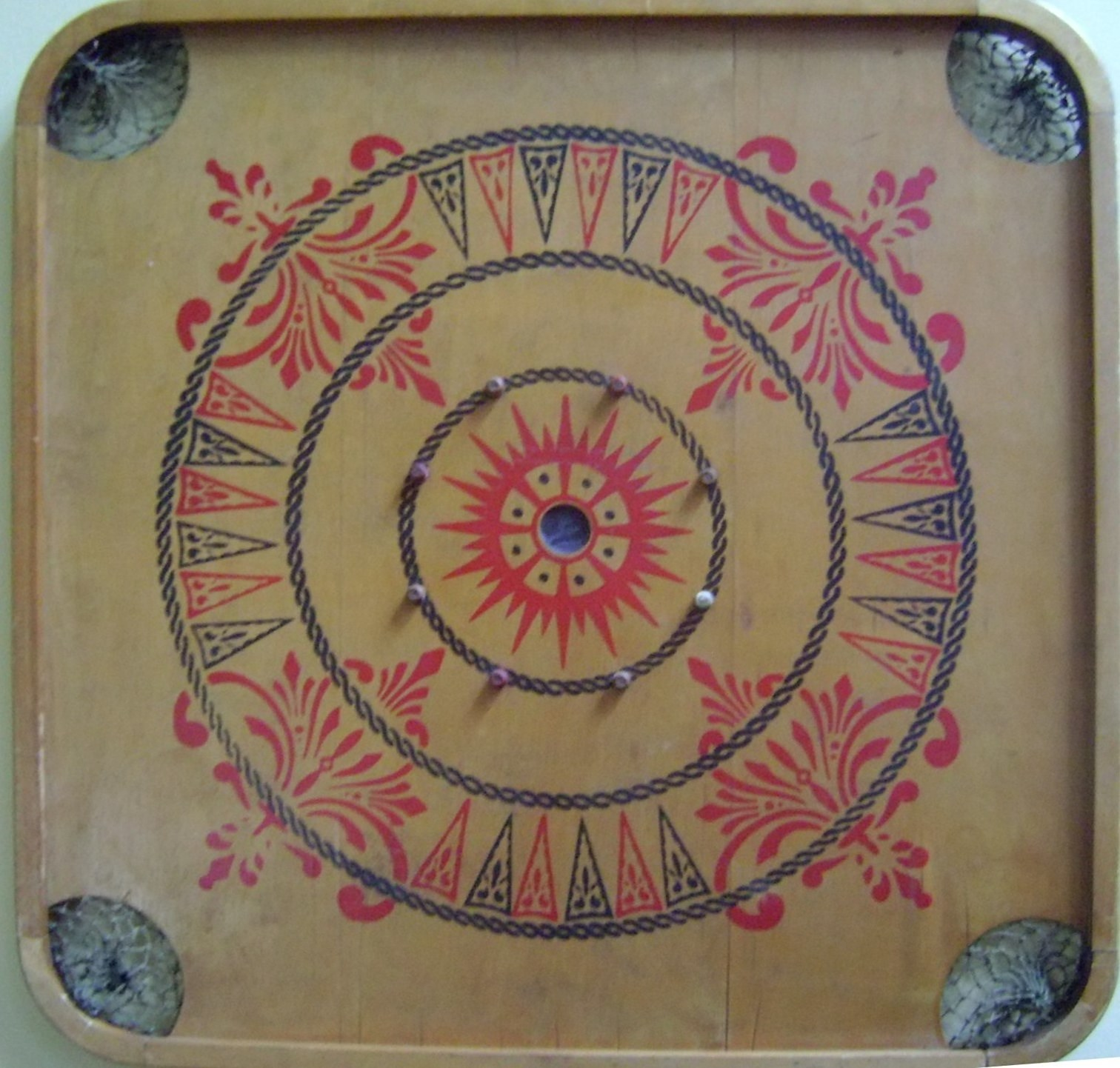
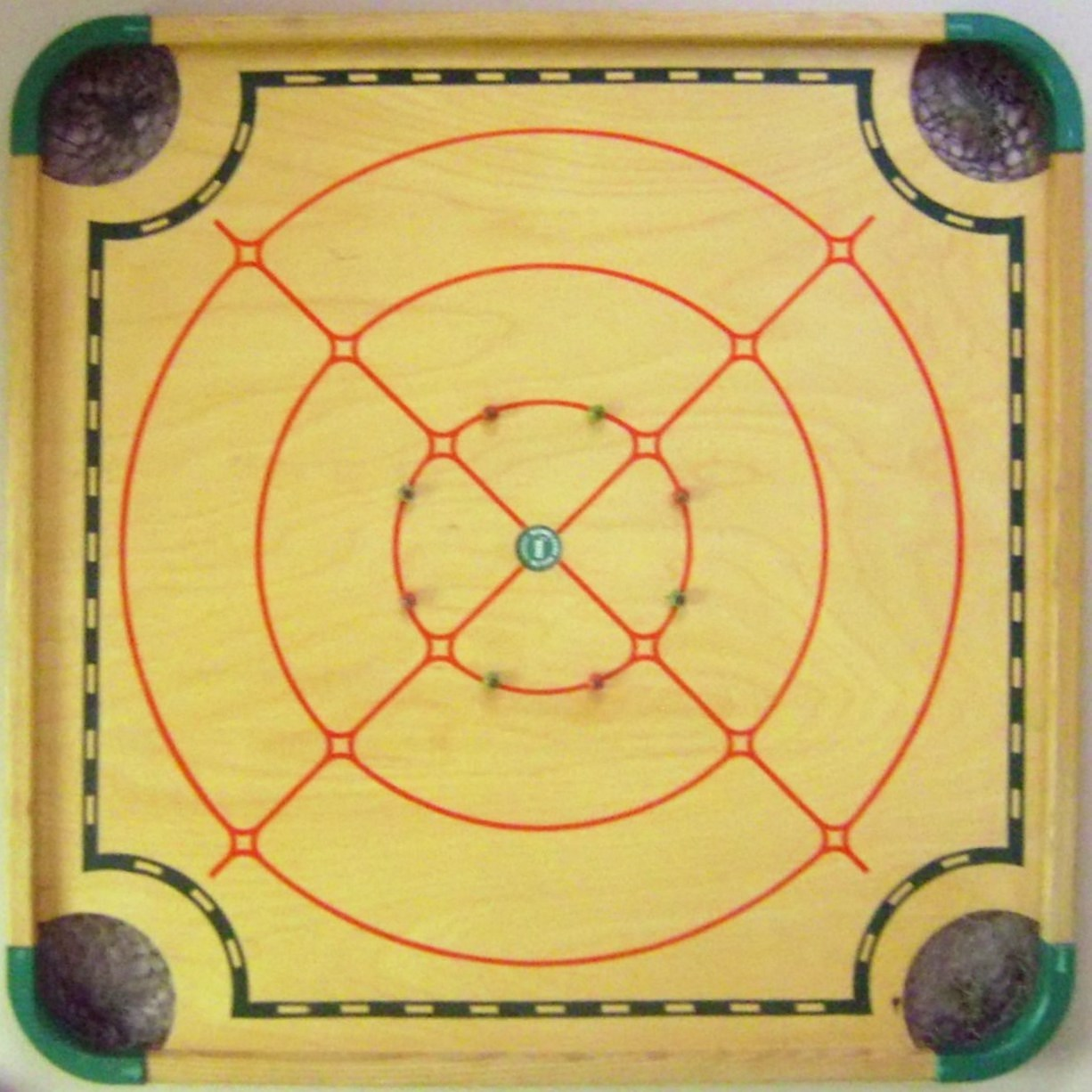
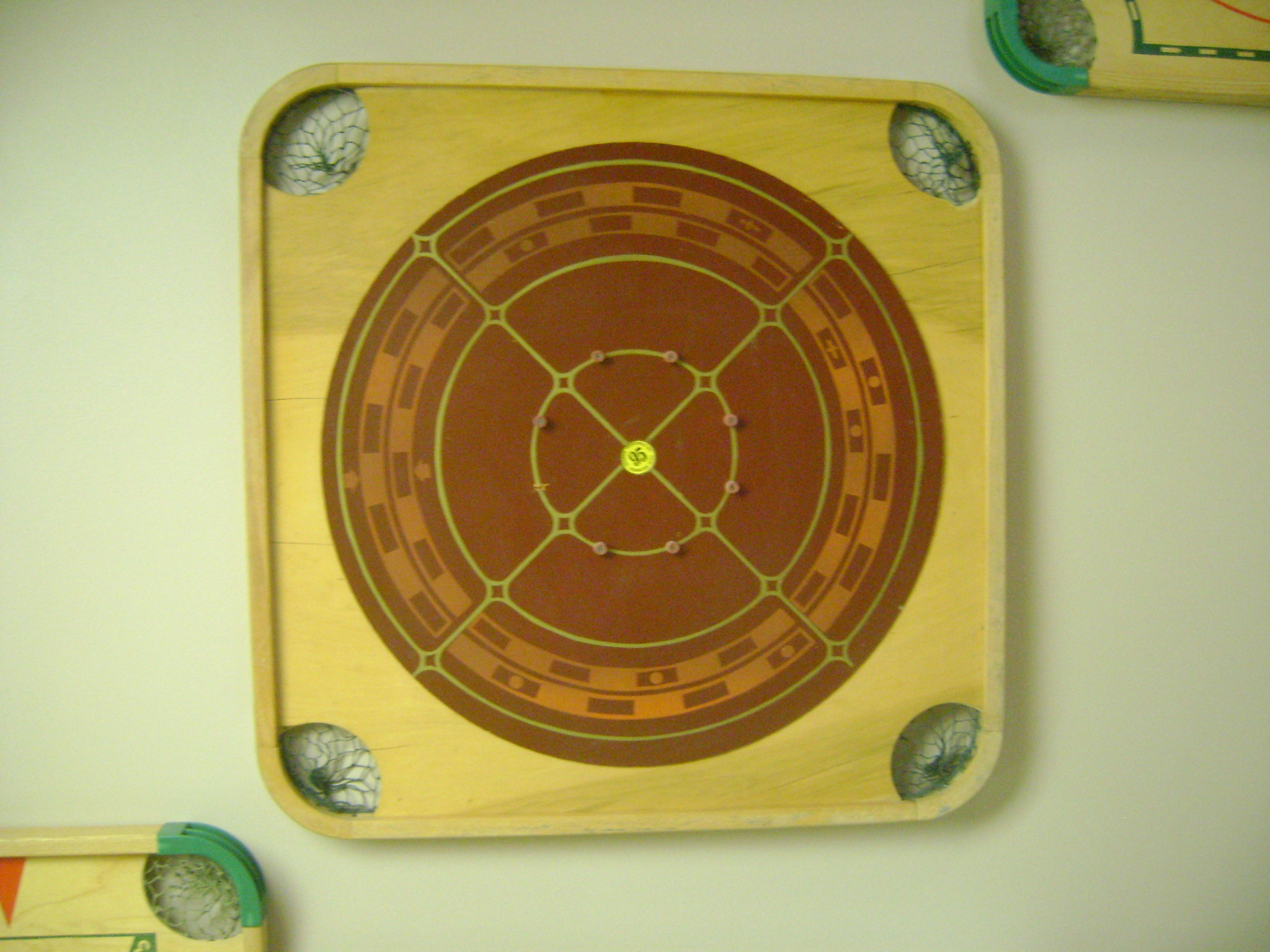
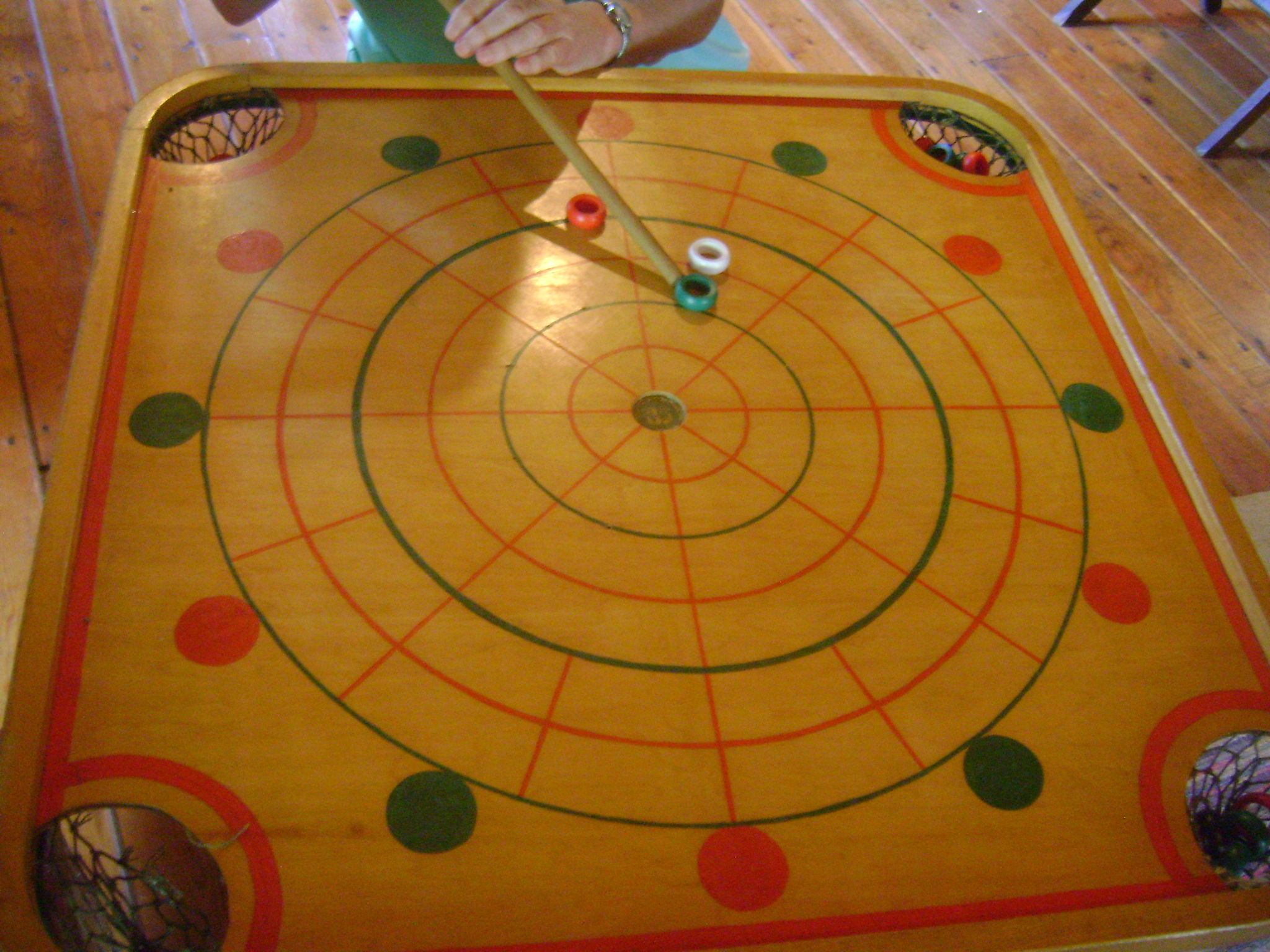